# Grååsen
Grååsen är en by i Valbo socken i Gävle kommun. I Grååsen fanns tidigare en byskola, vilken dock lades ned 2004. Skolan lades ner för att det var för få elever i skolan. Från förskolan till klass 6 var det 48 elever i hela skolan.